# Nancy Simons
Nancy Simons (n. 20 mai 1938, Oakland, California, SUA) este o înotătoare americană, medaliată olimpică. A participat la o ediție a Jocurilor Olimpice (1956) în care a câștigat două medalii de argint.